# Château Saint-Bauzille
Le château Saint-Bauzille est un château du XIXe siècle inscrit au titre des monuments historiques. Cet édifice représentatif des grands châteaux viticoles du biterrois est situé route de Bessan, à Béziers, dans l'Hérault.

## Protection
Le château avec son parc, ses portails et la maison du gardien, ainsi que les anciens communs, en totalité (cadastrés ER 16, 17, 19, 20, 25, 34), font l’objet d’une inscription au titre des monuments historiques depuis le 5 décembre 2007.